# Bitwa pod Mielkami

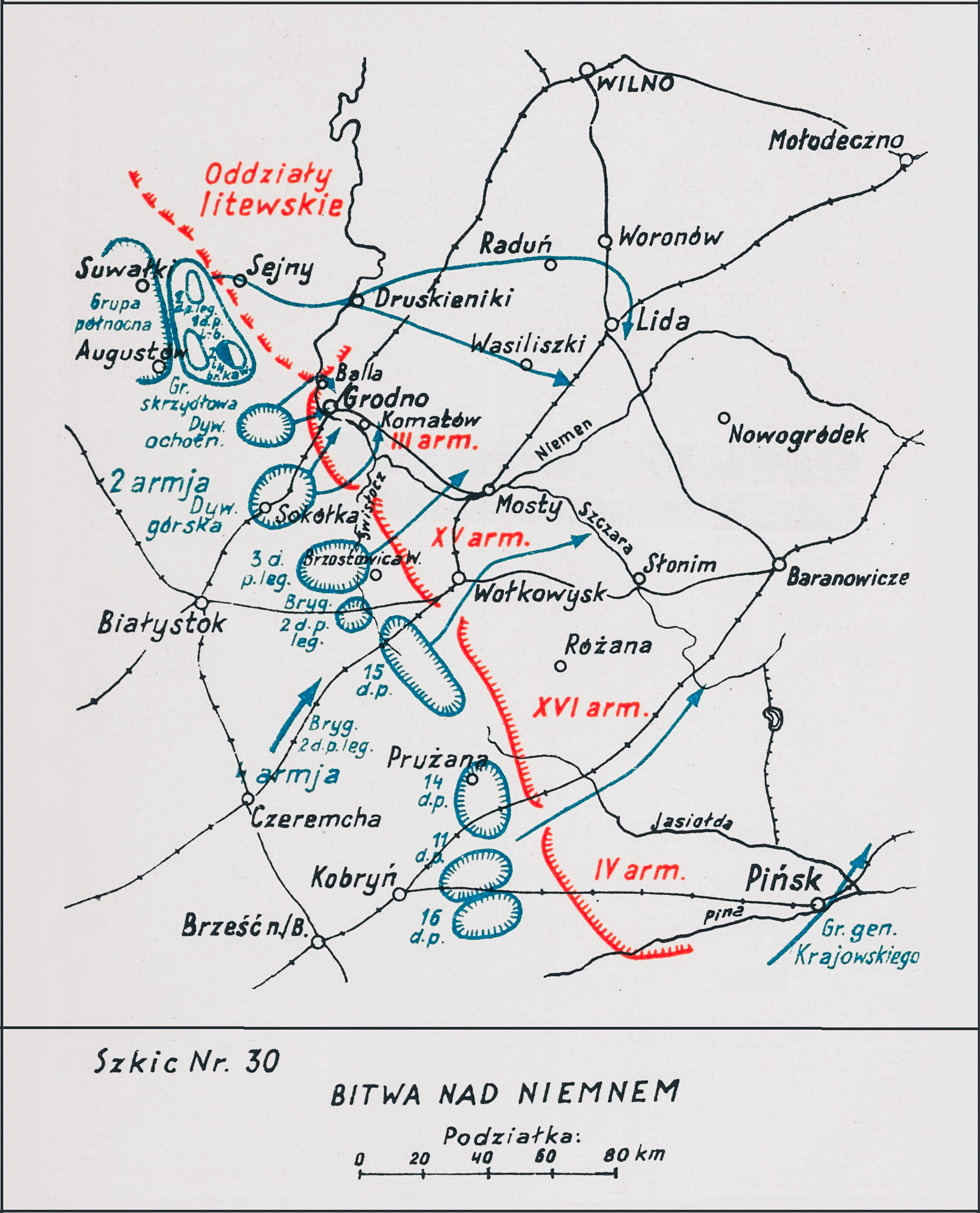
Adam Przybylski
Wojna Polska 1918–1921

Bitwa pod Mielkami – część operacji niemeńskiej; walki 1 pułku piechoty Legionów mjr. Michała Pakosza z sowiecką 168 Brygadą Strzelców w czasie ofensywy jesiennej wojsk polskich w okresie wojny polsko-bolszewickiej.

## Sytuacja ogólna
Realizując w drugiej połowie sierpnia 1920 operację warszawską, wojska polskie powstrzymały armie Frontu Zachodniego Michaiła Tuchaczewskiego. 1 Armia gen. Franciszka Latinika zatrzymała sowieckie natarcie na przedmościu warszawskim, 5 Armia gen. Władysława Sikorskiego podjęła działania ofensywne nad Wkrą, a ostateczny cios sowieckim armiom zadał marszałek Józef Piłsudski, wyprowadzając uderzenie znad Wieprza. Zmieniło to radykalnie losy wojny. Od tego momentu Wojsko Polskie było w permanentnej ofensywie.
Po wielkiej bitwie nad Wisłą północny odcinek frontu polsko-sowieckiego zatrzymał się na zachód od linii Niemen – Szczara. Na froncie panował względny spokój, a obie strony reorganizowały swoje oddziały. Wojska Frontu Zachodniego odtworzyły ciągłą linię frontu już 27 sierpnia. Obsadziły one rubież Dąbrówka – Odelsk – Krynki – Grodno – Grodek – Kamieniec Litewski. Stąd Tuchaczewski zamierzał przeprowadzić koncentryczne natarcie na Białystok i Brześć, by dalej ruszyć na Lublin. Uderzenie pomocnicze na południu miała wykonać między innymi 1 Armia Konna Siemiona Budionnego.
Reorganizując siły, Naczelne Dowództwo Wojska Polskiego zlikwidowało dowództwa frontów i rozformowało 1. i 5. Armię. Na froncie przeciwsowieckim rozwinięte zostały 2., 3., 4. i 6. Armia.
10 września, na odprawie w Brześciu ścisłych dowództw 2 i 4 Armii, Józef Piłsudski nakreślił zarys planu nowej bitwy z wojskami Frontu Zachodniego. Rozpoczęły się prace sztabowe nad planem bitwy niemeńskiej. Pomyślana ona była jako pewna kontynuacja operacji warszawskiej, przy założeniu, że jej celem będzie ostateczne rozgromienie wojsk rosyjskiego Frontu Zachodniego.
Myślą przewodnią było związanie głównych sił przeciwnika w centrum poprzez natarcie w kierunku na Grodno i Wołkowysk. Jednocześnie północna grupa uderzeniowa, skoncentrowana na lewym skrzydle 2 Armii, miała szybkim marszem przeciąć skrawek terytorium litewskiego i wyjść na głębokie tyły oddziałów Armii Czerwonej, zaangażowanych w bój o Grodno i Wołkowysk.
27 września 1 Dywizja Piechoty Legionów ruszyła na Lidę: I Brygada Piechoty Legionów płk. Edmunda Knolla-Kownackiego przez Soroki – Obmanicze – Zarzecze, a III Brygada Piechoty Legionów płk. Bolesława Popowicza przez Wielkie Sioło.

## Walki pod Mielkami
Podczas odwrotu Armii Czerwonej spod Grodna, 1 Dywizja Piechoty Legionów wyprzedziła cofającą się sowiecką 3 Armię i 28 września opanowała Lidę.
1 pułk piechoty Legionów obchodził miasto od wschodu. W okolicach Mielek ubezpieczenia pułku zauważyły wycofującą się z Lidy sowiecką 168 Brygadę Strzelców i wymieszane tabory 3 Armii. Idący w awangardzie III batalion rozwinął się po obu stronach drogi i zorganizował zasadzkę. Niespodziewający się Polaków na wschód od Lidy przeciwnik maszerował w nieładzie i bez ubezpieczeń bojowych. Dowódca polskiego batalionu wydał rozkaz otworzenia ognia dopiero wtedy, kiedy czerwonoarmiści podeszli na odległość około 100 metrów od stanowisk batalionu.
Ogień broni maszynowej wywołał w kolumnie sowieckiej popłoch, a uderzenie „na bagnety” zmusiło przeciwnika do złożenia broni.

## Bilans walk
W bitwie pod Mielkami 1 pułk piechoty Legionów odniósł spektakularny sukces. Tracąc jednego rannego, zdobył blisko 2 000 podwód z zapasami i sprzętem wojskowym. Wzięto do niewoli około 1000 jeńców, zdobyto cztery działa i trzynaście ckm-ów. Rozbity został sztab 56 Dywizji Strzelców. Uwolniono także kilkudziesięciu żołnierzy 4 pułku strzelców podhalańskich, wziętych do niewoli jeszcze w walkach pod Grodnem.